# Lista de singles número um na Gaon Digital Chart em 2021
A parada digital da Gaon classifica as músicas com melhor desempenho na Coreia do Sul através de dados coletados pela Korea Music Content Industry Association. É constituída através de uma parada semanal e uma parada mensal. Abaixo está uma lista de canções que alcançaram as melhores posições em tais paradas.

## Paradas semanais
|  | Indica o single com melhor desempenho de 2021 |

| Semana          | Música                                     | Artista(s)                                                                | Ref.   |
| --------------- | ------------------------------------------ | ------------------------------------------------------------------------- | ------ |
| 2 de janeiro    | "VVS"                                      | Mirani, Munchman, Khundi Panda, Mushvenom Feat. Justhis                   | [ 2 ]  |
| 9 de janeiro    | "VVS"                                      | Mirani, Munchman, Khundi Panda, Mushvenom Feat. Justhis                   | [ 3 ]  |
| 16 de janeiro   | "Shiny Star (2020)" (밤하늘의 별을(2020))  | KyoungSeo                                                                 | [ 4 ]  |
| 23 de janeiro   | "Shiny Star (2020)" (밤하늘의 별을(2020))  | KyoungSeo                                                                 | [ 5 ]  |
| 30 de janeiro   | "Celebrity" †                              | IU                                                                        | [ 6 ]  |
| 6 de fevereiro  | "Celebrity" †                              | IU                                                                        | [ 7 ]  |
| 13 de fevereiro | "Celebrity" †                              | IU                                                                        | [ 8 ]  |
| 20 de fevereiro | "Celebrity" †                              | IU                                                                        | [ 9 ]  |
| 27 de fevereiro | "Celebrity" †                              | IU                                                                        | [ 10 ] |
| 6 de março      | "Celebrity" †                              | IU                                                                        | [ 11 ] |
| 13 de março     | "My Starry Love" (별빛 같은 나의 사랑아)   | Lim Young-woong                                                           | [ 12 ] |
| 20 de março     | "Rollin'" (롤린)                           | Brave Girls                                                               | [ 13 ] |
| 27 de março     | "Rollin'" (롤린)                           | Brave Girls                                                               | [ 14 ] |
| 3 de abril      | "Lilac" (라일락)                           | IU                                                                        | [ 15 ] |
| 10 de abril     | "Lilac" (라일락)                           | IU                                                                        | [ 16 ] |
| 17 de abril     | "Antidote"                                 | Kang Daniel                                                               | [ 17 ] |
| 24 de abril     | "Rollin'" (롤린)                           | Brave Girls                                                               | [ 18 ] |
| 1 de maio       | "Rollin'" (롤린)                           | Brave Girls                                                               | [ 19 ] |
| 8 de maio       | "Rollin'" (롤린)                           | Brave Girls                                                               | [ 20 ] |
| 15 de maio      | "Hot Sauce" (맛)                           | NCT Dream                                                                 | [ 21 ] |
| 22 de maio      | "Dun Dun Dance"                            | Oh My Girl                                                                | [ 22 ] |
| 29 de maio      | "Butter"                                   | BTS                                                                       | [ 23 ] |
| 5 de junho      | "Butter"                                   | BTS                                                                       | [ 24 ] |
| 12 de junho     | "Butter"                                   | BTS                                                                       | [ 25 ] |
| 19 de junho     | "Butter"                                   | BTS                                                                       | [ 26 ] |
| 26 de junho     | "Butter"                                   | BTS                                                                       | [ 27 ] |
| 3 de julho      | "Foolish Love" (바라만 본다)               | M.O.M (MSG Wannabe)                                                       | [ 28 ] |
| 10 de julho     | "Foolish Love" (바라만 본다)               | M.O.M (MSG Wannabe)                                                       | [ 29 ] |
| 17 de julho     | "Foolish Love" (바라만 본다)               | M.O.M (MSG Wannabe)                                                       | [ 30 ] |
| 24 de julho     | "Foolish Love" (바라만 본다)               | M.O.M (MSG Wannabe)                                                       | [ 31 ] |
| 31 de julho     | "Foolish Love" (바라만 본다)               | M.O.M (MSG Wannabe)                                                       | [ 32 ] |
| 7 de agosto     | "Nakka" (낙하)                             | AKMU com IU                                                               | [ 33 ] |
| 14 de agosto    | "Traffic Light" (신호등)                   | Lee Mu-jin                                                                | [ 34 ] |
| 21 de agosto    | "Traffic Light" (신호등)                   | Lee Mu-jin                                                                | [ 35 ] |
| 28 de agosto    | "Traffic Light" (신호등)                   | Lee Mu-jin                                                                | [ 36 ] |
| 4 de setembro   | "Stay"                                     | The Kid Laroi e Justin Bieber                                             | [ 37 ] |
| 11 de setembro  | "Stay"                                     | The Kid Laroi e Justin Bieber                                             | [ 38 ] |
| 18 de setembro  | "Stay"                                     | The Kid Laroi e Justin Bieber                                             | [ 39 ] |
| 25 de setembro  | "Stay"                                     | The Kid Laroi e Justin Bieber                                             | [ 40 ] |
| 2 de outubro    | "Stay"                                     | The Kid Laroi e Justin Bieber                                             | [ 41 ] |
| 9 de outubro    | "Stay"                                     | The Kid Laroi e Justin Bieber                                             | [ 42 ] |
| 16 de outubro   | "Love Always Runs Away" (사랑은 늘 도망가) | Lim Young-woong                                                           | [ 43 ] |
| 23 de outubro   | "Strawberry Moon"                          | IU                                                                        | [ 44 ] |
| 30 de outubro   | "Strawberry Moon"                          | IU                                                                        | [ 45 ] |
| 6 de novembro   | "Strawberry Moon"                          | IU                                                                        | [ 46 ] |
| 13 de novembro  | "Breathe" (쉬어)                           | Anandelight, Unofficialboyy, Be'O, Geegooin e Mudd the Student Feat. Mino | [ 47 ] |
| 20 de novembro  | "Merry-Go-Round" (회전목마)                | Sokodomo Feat. Zion.T e Wonstein                                          | [ 48 ] |
| 27 de novembro  | "Limousine" (리무진)                       | Be'O Feat. Mino                                                           | [ 49 ] |
| 4 de dezembro   | "Limousine" (리무진)                       | Be'O Feat. Mino                                                           | [ 50 ] |
| 11 de dezembro  | "Merry-Go-Round" (회전목마)                | Sokodomo Feat. Zion.T e Wonstein                                          | [ 51 ] |
| 18 de dezembro  | "Counting Stars"                           | Be'O Feat. Beenzino                                                       | [ 52 ] |
| 25 de dezembro  | "Counting Stars"                           | Be'O Feat. Beenzino                                                       | [ 53 ] |

## Paradas mensais
| Mês       | Música                                       | Artista(s)                        | Ref.   |
| --------- | -------------------------------------------- | --------------------------------- | ------ |
| Janeiro   | "Shiny Star (2020)" ( 밤하늘의 별을(2020)    | Kyoung Seo                        | [ 54 ] |
| Fevereiro | "Celebrity"                                  | IU                                | [ 55 ] |
| Março     | "Rollin'" ( 롤린 )                           | Brave Girls                       | [ 56 ] |
| Abril     | "Lilac"                                      | IU                                | [ 57 ] |
| Maio      | "Rollin" ( 롤린 )                            | Brave Girls                       | [ 58 ] |
| Junho     | "Butter"                                     | BTS                               | [ 59 ] |
| Julho     | "Foolish Love" ( 바라만 본다 )               | M.O.M (MSG Wannabe)               | [ 60 ] |
| Agosto    | "Traffic Light" ( 신호등 )                   | Lee Mu Jin                        | [ 61 ] |
| Setembro  | "Stay"                                       | The Kid Laroi e Justin Bieber     | [ 62 ] |
| Outubro   | "Love Always Runs Away" ( 사랑은 늘 도망가 ) | Lim Young Woong                   | [ 63 ] |
| Novembro  | "Strawberry Moon"                            | IU                                | [ 64 ] |
| Dezembro  | "Merry-Go-Round" ( 회전목마 )                | Sokodomo Feat. Zion. T e Wonstein | [ 65 ] |